# Lucius Valerius Valerianus
Lucius Valerius Valerianus war ein im 2. und 3. Jahrhundert n. Chr. lebender Angehöriger des römischen Ritterstandes (Eques). Durch eine Inschrift, die in Caesarea Maritima gefunden wurde, ist seine Laufbahn bekannt, die als cursus inversus, d. h. in absteigender Reihenfolge wiedergegeben ist.

## Herkunft
Jenő Fitz nimmt an, dass Valerianus aus Pannonien stammte; sein Vater war wahrscheinlich Lucius Valerius Valerianus, der durch eine Inschrift aus Savaria belegt ist. Fitz geht davon aus, dass Marcus Valerius Maximianus ein Verwandter von ihm war; möglicherweise begann Valerianus seine militärische Laufbahn in Pannonien, als Maximianus Kommandeur der Legio I Adiutrix war, die ihr Hauptlager in Brigetio in der Provinz Pannonia superior hatte.
Richard Duncan-Jones nimmt dagegen an, dass Valerianus wahrscheinlich aus Puteoli stammte, wo auch sein Sarkophag mit der Inschrift gefunden wurde.

## Laufbahn
Die militärische Laufbahn des Valerianus begann mit den für einen Angehörigen des Ritterstandes üblichen Tres militiae. Er wurde zunächst Kommandeur (Praefectus) einer unbekannten Hilfstruppenkohorte. Im Anschluss war er Kommandeur (Tribunus) der Cohors I miliaria Hemesenorum civium Romanorum, die in Pannonia inferior stationiert war. Danach wurde er Kommandeur der Ala I Hispanorum Campagonum, die in der Provinz Dacia superior stationiert war. Nachdem er diese militärischen Positionen durchlaufen hatte, wechselte er in die Zivilverwaltung und wurde Procurator in der Provinz Cyprus.
Als Nächstes übernahm Valerianus wieder eine militärische Führungsfunktion und wurde Kommandeur (Praepositus) einer Reitereinheit, die aus Angehörigen fremder Völker gebildet wurde (praepositus equitum gentium peregrinarum). Nachdem Septimius Severus (193–211) im Frühjahr 193 in Pannonien zum Kaiser ausgerufen worden war, schloss sich Valerianus diesem an und wurde Praepositus einer Vexillation, die Severus zunächst beim Marsch auf Rom gegen Didius Julianus begleitete und ihn danach im Kampf gegen Pescennius Niger in Kleinasien unterstützte (praeposito vexillationis felicissimae expeditionis urbicae itemque Asianae adversus hostes publicos). Als Nächstes war er als Praepositus dafür verantwortlich, den Feldzug in Mesopotamien erfolgreich zu beenden (praeposito summae felicissimae expeditionis Mesopotamenae).
Im Anschluss wurde er Procurator in zwei Provinzen: zunächst in einer Provinz, deren Name in der Inschrift nicht erhalten ist und danach in Syria Palaestina. Durch eine zweite Inschrift, die in Puteoli gefunden wurde, ist belegt, dass er zu einem späteren Zeitpunkt noch Statthalter in der Provinz Mesopotamia et Osrhoene war (praefectus Mesopotamiae et Hosroenae).

## Lesung der Inschrift
Die Inschrift wurde 1961 in den Ruinen des antiken Caesarea Maritima gefunden. Sie wurde 1966 von Michael Avi-Yonah publiziert, der annahm, dass sie keine größeren Fehlstellen hätte und daher nahezu vollständig wäre. Avi-Yonah kam zu folgender Lesung, wobei er die Zeilen 7 und 8 mit Absicht vertauschte:
```
L(ucio) VALERIO VALERIANO / SYR(iae) PALAEST(inae) PROVINC(iae) / PRAEPOSITO SUMM(a)E / MESOPOTAMENAE AD(iutori) / PRAEPOS(ito) VEXIL(lationis) FELICIS / URBIC(ae) ITEMQ(ue) ASIANA(e) / PEREGRINARUM ADV(ersus) / HOSTES PUBLICOS P(opuli) R(omani) / PROC(uratori) CYPRI PRAEF(ecto) A[lae] / CAMPAGONUM IND<i=A>G(enorum) / (praefecto cohortis) MILIARIAE HEMESE(norum) / PAN(n)ONIA(e) PRAEF(ecto) C(o)HO(rtis) / [] PANNONIA(rum) / [] MEVIUS ROMANUS (centurio) / [legionis VI] F(idelis) C(onstantis) ANTONINIANAE / [strato]R EIUS VIRO / []BILI
```

Jenő Fitz fand die Lesung von Avi-Yonah nicht überzeugend und kam zu dem Schluss, dass in der Inschrift am Ende jeder Zeile 9 bis 11 Buchstaben fehlen würden; er nahm daher Ergänzungen vor und schlug 1969 folgende Lesung der Inschrift vor:
```
L(ucio) VALERIO VALERIANO [proc(uratori) provinc(iae)] / SYR(iae) PALAEST(inae) PROVINC(iae) [] / PRAEPOSITO SUMM(a)E [rationis oder ration(is) priv(atae)] / MESOPOTAMENAE AD (centena oder HS C mil(ia) num(mum) / PRAEPOS(ito) VEXIL(lationis) FELICIS[simae exped(itionis)] / URBIC(ae) ITEMQ(ue) ASIANA(e adversus) / HOSTES PUBLICOS P(opuli) R(omani) [et cohortium] / PEREGRINARUM AD U[rbem defend(endam)] / PROC(uratori) CYPRI PRAEF(ecto) A[lae I Hispan(orum)] / CAMPAGONUM IN DAC[ia trib(uno) coh(ortis) I] / MILIARIAE HEMESE[norum c(ivium) R(omanorum) in] / PAN(n)ONIA PRAEF(ecto) C(o)HO(rtis) [V Callaecor(um)] / [Lucen(sium) in] PANNONIA [] / [M] MEVIUS ROMANUS (centurio) [leg(ionis) VI Ferra] / [tae)] F(idelis) C(onstantis) ANTONINIANAE [ex corni] / [cular]R(io) EIUS VIRO [egregio pat] / [rono incompara]BILI [ob merita]
```

Michael P. Speidel konnte die Inschrift 1981 im Israel-Museum in Jerusalem untersuchen und fand dabei am Ende einiger Zeilen weitere Buchstaben; er schlug folgende Lesung der Inschrift vor:
```
L(ucio) VALERIO VALERIANO P[roc(uratori) provinc(iae)] / SYR(iae) PALAEST(inae) PROVIN(ciae) […] / PRAEPOSITO SUMM(a)E [feliciss(imae) exped(itionis)] / MESOPOTAMENAE ADV[ersus Arabes] / PRAEPOS(ito) VEXIL(lationis) FELICISS(imae) [expedit(ionis)] / URBIC(ae) ITEMQ(ue) ASIANAE [adversus] / HOSTES PUBLICOS PR[aep(osito) eq(uitum) gentium] / PEREGRINARUM ADVER[sus ...] / PROC(uratori) CYPRI PRAEF(ecto) A[lae I Hispan(orum)] / CAMPAGONUM IN DAC[ia trib(uno) c(o)hort(is) I] / MILIARIAE HEMESE[norum c(ivium) R(omanorum) in] / PANNONIA PRAEF(ecto) C(o)HO[rtis ... in] / PANNONIA / MEVIUS ROMANUS (centurio) [leg(ionis) VI Ferr(atae)] / F(idelis) C(onstantis) ANTONINIANAE [strator] / EIUS VIRO I[ncompara] / BILI
```

Die oben angeführte Laufbahn und die Reihenfolge der einzelnen Positionen folgt der Lesung der Inschrift bei der EDCS und bei Speidel. Die Lesung der Inschrift bei der EDH und bei Speidel ist mit geringen Abweichungen mit der bei der EDCS identisch.

## Unbekannte Kohorte
In der Inschrift ist die Ordnungszahl der unbekannten Hilfstruppenkohorte nach praef(ecto) c(o)ho[rtis] nicht erhalten. Das anschließende Pannonia wird unterschiedlich interpretiert. Bei der EDCS und der EDH wird diese Stelle der Inschrift als praef(ecto) c(o)ho[rtis ... in] Pannonia wiedergegeben.
M. Avi-Yonah liest diese Stelle als praef(ecto) coh(ortis) [] Pannonia(rum) und geht davon aus, dass Valerianus eine Cohors [] Pannoniorum kommandiert hat. Jenő Fitz ergänzt zu praef(ecto) c(o)ho[rtis V Callaec(orum) Lucen(sium) in] Pannonia; in diesem Fall wäre Valerianus Kommandeur der Cohors V Callaecorum Lucensium gewesen, die in Crumerum in Pannonia superior stationiert war.

## Cassius Dio
Laut Cassius Dio (LXXIV, 7, 1–8) war Publius Cornelius Anullinus der Oberbefehlshaber des Heeres von Septimius Severus bei der Schlacht von Issos. Anullinus ernannte vor der Schlacht einen Mann namens Valerianus zum Kommandeur der gesamten Kavallerie, und dieser Valerianus trug mit den Reitern entscheidend zum Sieg in der Schlacht bei.
Für Michael P. Speidel gibt es keinen Zweifel, dass der Valerianus der Inschrift aus Caesarea Maritima, der als praeposito […] itemque Asianae adversus hostes publicos gegen Pescennius Niger kämpfte, und der Valerianus des Cassius Dio ein und derselbe sind. Jenő Fitz hält es dagegen für möglich, dass es sich bei dem Valerianus des Cassius Dio um [Va]lerianu[s] []ninus handelt, der durch eine Inschrift für 197 als Statthalter in der Provinz Galatia belegt ist.
An anderer Stelle schreibt Cassius Dio (LXXV, 3, 2), dass die Stadt Nisibis einem Ritter anvertraut wurde. Laut Speidel wurde Valerianus als praepositus summae felicissimae expeditionis Mesopotamenae damit betraut, den Feldzug in Mesopotamien erfolgreich zu beenden, als Severus und der Großteil seiner Armee abzogen, um gegen Clodius Albinus in Gallien zu kämpfen; mit dem Ritter bei Cassius Dio dürfte daher wahrscheinlich Valerianus gemeint sein.

## Jahreseinkommen
Die Positionen als Procurator in den einzelnen Provinzen waren mit folgendem Jahreseinkommen verbunden: in der Provinz Cyprus 60.000 Sesterzen, in der unbekannten Provinz 200.000 Sesterzen und in Syria Palaestina ebenfalls 200.000 Sesterzen. Der Posten des Statthalters in Mesopotamia et Osrhoene war mit einem Jahreseinkommen von 300.000 Sesterzen verbunden.

## Datierung
Bei der EDCS werden die Inschriften wie folgt datiert: die Inschrift aus Savaria auf 71/150, die Inschrift aus Caesarea Maritima auf 212/215 und die Inschrift aus Puteoli auf 251/260. Bei der EDH werden sie wie folgt datiert: die Inschrift aus Savaria auf 71/150 und die Inschrift aus Caesarea Maritima auf 212/220.
Jenő Fitz datiert seine Laufbahn wie folgt: Beginn der militärischen Laufbahn um 177/179, Tribunus um 183, Procurator in Cyprus Anfang der 190er Jahre, Procurator in Syria Palaestina unter Caracalla (211–217), Statthalter in Mesopotamia et Osrhoene nach 219/220.
Michael P. Speidel datiert seine Laufbahn wie folgt: Praepositus equitum gentium peregrinarum nicht lange vor 193, Praepositus summae felicissimae expeditionis Mesopotamenae um 195 bis 197 und Procurator in Syria Palaestina sowie Statthalter in Mesopotamia et Osrhoene unter Septimius Severus oder Caracalla.
Margaret M. Roxan datiert sein Kommando über die Ala I Hispanorum Campagonum in die 180er Jahre. Duncan-Jones datiert die letzten beiden Positionen seiner Laufbahn wie folgt: Procurator in Syria Palaestina zwischen 211 und 218/219 und Statthalter in Mesopotamia et Osrhoene in den 220er Jahren.